# إلياس زياني
إلياس زياني هو لاعب كرة قدم بلجيكي من أصل مغربي، ولد في 20 يونيو 2003 في بلجيكا.

## نبذة شخصية
ولد إلياس لوالديين مغربيين هاجرا من المغرب إلى بلجيكا

## مسيرته الكروية
يلعب حاليا مع فريق لييج البلجيكي

## وصلات خارجية
- إلياس زياني على موقع قاعدة بيانات كرة القدم.إي يو (الإنجليزية)
- إلياس زياني على موقع Soccerbase.com (لاعب) (الإنجليزية)
- إلياس زياني على موقع Soccerway.com (الإنجليزية)
- إلياس زياني على موقع عالم كرة القدم.نت (الإنجليزية)